# VHTR

Very high temperature reactor.

Een very high temperature reactor (VHTR) of soms advanced high temperature reactor (AHTR) is een vierde generatie kernreactoren die op een temperatuur rond 1000°C werkt en daardoor een hoger rendement haalt. Hij kan vanwege de hoge temperatuur ook rechtstreeks diwaterstof produceren uit water met de zwavel-jodiumcyclus. De VHTR is een verdere ontwikkeling van de hogetemperatuurreactor (HTR) of (HTGR). De referentie is een reactor van 600 megawatt thermisch.
De splijtstof kan in prismatische staven zitten, maar ook in bolletjes pebble bed reactor.
Het koelmiddel kan helium zijn, maar ook gesmolten zout: gesmoltenzoutreactor.